# Laxeermiddelen
Laxeermiddelen of laxatieven zijn middelen (bijvoorbeeld medicijnen) die gebruikt worden bij obstipatie. Deze middelen bevorderen de defecatie (stoelgang) voornamelijk wanneer deze wordt veroorzaakt door te ver ingedroogde ontlasting.
Producten waar een (licht) laxerende werking aan wordt toegeschreven zijn onder meer: voedingsvezels (o.a. in volkorenbrood), pruimen, appelstroop, ontbijtkoek, koffie, verschillende theesoorten en kruiden zoals venkel. Hierbij moet men altijd ook voldoende vocht (bijvoorbeeld water) tot zich nemen, anders zal het laxeermiddel niet goed werken. Ook de inname van grote doses vitamine C, of kauwgom met sorbitol heeft een laxerend effect. Een te hoge dosis laxeermiddel kan lichte diarree tot hevige (on-ophoudbare) waterdiarree, en uitdroging tot gevolg hebben.
Laxeermiddelen zorgen ervoor dat de ontlasting de darmen makkelijker kan verlaten. Er zijn verschillende soorten laxeermiddelen, zoals:
1. volumevergrotende laxeermiddelen (zoals zemelen) zijn moeilijk afbreekbare polysachariden die water vasthouden en daarbij opzwellen. Ze vergroten het volume van de ontlasting, wat de darmen stimuleert tot activiteit;
2. osmotische laxeermiddelen (zoals lactulose en macrogol) houden vocht vast in de darm en vergroten daarmee het volume van de ontlasting. Hierdoor wordt de ontlasting zachter;
3. contactlaxeermiddelen (zoals bisacodyl) trekken vloeistof aan in de dikke darm en stimuleren de natuurlijke darmbeweging. Hierdoor wordt de ontlasting dunner en kunnen de darmen deze beter voortstuwen.

Laxeermiddelen worden vaak misbruikt door mensen die lijden aan boulimie of anorexia nervosa.